# カンデラ
カンデラ（羅: candela, 記号: cd）は、国際単位系 (SI) における光度の単位であり、SI基本単位の一つである。カンデラは ルクス×距離2 で求めることが出来る。
光度とは、点状の光源から特定の方向へ放射される単位立体角あたりの光の明るさである。光度は放射強度に似ているが、光源のスペクトル中の全ての波長の寄与を単純に合計するのではなく、それぞれの波長について標準的な比視感度（異なる波長に対する人間の目の感度のモデル）によって重みづけする。
一般的な蝋燭は、約1カンデラの光度で光を発する。
カンデラという言葉は、「獣脂蝋燭」という意味のラテン語に由来し、カンテラやキャンドル（蝋燭）と同一語源である。人名に由来するものではないので、単位記号の1文字目は大文字では書かない。

## 定義
カンデラの定義は操作的定義による。つまり、1カンデラの光度を生じる物理的な手順の説明によって定義される。
h はプランク定数、c は真空中の光の速さ、∆νCs は 133Cs （セシウム）の超微細構造遷移周波数である。

## 説明

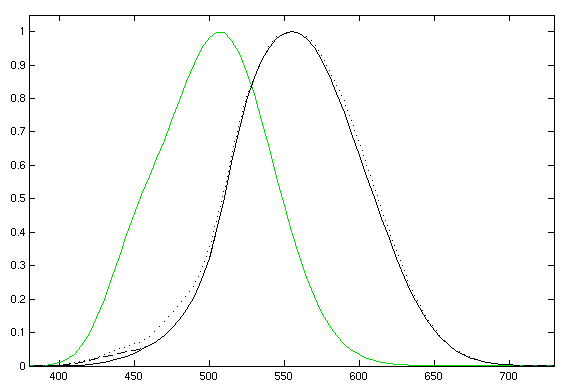
明所視（黒）と暗所視（緑）の比視感度。明所視の比視感度は、CIEによる1931年の標準（実線）、Judd–Vosによる1978年の修正データ（破線）、Sharpe, Stockman, Jagla & Jägleによる2005年のデータ（点線）を含む。横軸の単位はナノメートル (nm) である。

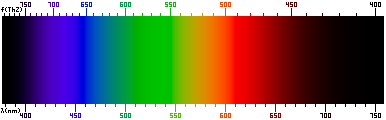

定義で使用された540×1012 Hz（540 THz）という周波数は、緑色の近くの可視光で、波長は約555 nmである。明るい環境に順応した場合（明所視）において、人間の目は、この周波数における視覚の感度が最も良い。人間の目の周波数応答によれば、それ以外の周波数で同じ光度であると感じるためには、より強い放射強度が必要になる。特定の波長λの光度は以下の式で与えられる。
{\displaystyle I_{\mathrm {v} }(\lambda )=683.002\ \mathrm {lm/W} \cdot {\overline {y}}(\lambda )\cdot I_{\mathrm {e} }(\lambda )}
ここで、Iv⁡(λ) はカンデラ (cd) 単位の光度、Ie⁡(λ) はワット毎ステラジアン (W/sr) 単位の放射強度、{\displaystyle \textstyle {\overline {y}}(\lambda )} は明所視の標準比視感度（人間の視覚の感度（分光感度）と光の周波数との関係を関数化したもの）である。標準比視感度は国際照明委員会 (CIE) の協定によるものが使用され、日本においてはそれを「経済産業省令（計量単位規則）で定める」としている。
通常は複数の波長の光が混在しているので、総光度を得るためには、全ての波長について合計または積分しなければならない。

### 例
一般的な蝋燭の光度は1 cdである。25 Wの電球形蛍光灯の光束は1700 lmであり、全方向に均一に光が放射されている場合、光度は1700 lm/(4π sr)=135 cdである。20 度の角度（頂角20度の円錐; 立体角は約0.095 sr）に集中させた場合、光度は18000 cdになる。
発光ダイオード (LED) の光度はカンデラの1000分の1のミリカンデラ (mcd) で計測される。一般的なLEDの光度は50 ミリカンデラ程度である。高輝度タイプのLEDでは、光度15 cd以上のものもある。
自動車のヘッドライトなどの光度の規制は以下である。
- 2灯式（走行用前照灯とすれ違い用前照灯が同時に点灯しないもの）：走行用前照灯1灯につき15000 cd以上
- 4灯式（走行用前照灯とすれ違い用前照灯が同時に点灯するもの）：走行用前照灯1灯につき12000 cd以上
- 最高光度の合計：430000 cdを超えないこと
- 車幅灯・尾灯・側方灯等：300 cd以下

灯台の明るさの単位としても用いられる。

## 歴史
1948年まで、各国で様々な光度の単位が使用されていた。これらの多くは、定義された成分による「標準蝋燭」の炎の明るさや、特定の設計による白熱電灯の明るさに基づいていた。これらの中でよく知られたものの一つが、イギリスの標準であった燭 (candlepower) であった。1燭は、1時間に120グレーンの割合で燃焼する6分の1ポンドの純粋な鯨油蝋燭の光度と定義された。ドイツ、オーストリア、スカンジナビアでは、ヘフナー灯の光度に基づくヘフナー燭が使われた。
国際的に明確に定義された光度の単位が必要になり、1937年に国際照明委員会 (CIE) は、ブージ・ヌーベル (bougie nouvelle) という新しい単位を採択し、1946年に国際度量衡委員会 (CIPM) によって公表された。ブージは、それまで使われていた光度の単位である燭（しょく、candle）のフランス語であり、ヌーベルは「新しい」の意味である。英語では “new candle”、日本語では「新燭」と訳された。ブージ・ヌーベルの定義は以下のものであった。
定義中にある「白金の凝固点温度」とは、2042 K（=1769 °C）である。この定義は、1909年にワイドナー (Waidner) らによって提案された1燭の標準である「ワイドナー・バーゲス標準」によるものである。1燭は約1.0067 cdとなり、実用的には燭とカンデラはほぼ同じと考えて良い。
1948年の第9回国際度量衡総会 (CGPM) でこの新しい光度の単位は承認され、同時に、カンデラ (candela) という名称を与えることも承認された。1967年の第13回国際度量衡総会で、「ブージ・ヌーベル」という名称を廃止することと、定義の文章に曖昧さがあることから、より厳密になるように以下のように定義を修正することが決議された。
「101325 N/m2」というのは1気圧のことである。「N/m2」はパスカル (Pa) のことであるが、1948年当時まだこの名称はなかった。「600000分の1平方メートル」は、約0.16667×10−5 m2 = 1.6667 mm2である（約1.291 mm 四方の面積）。
1960年に、SI基本単位の一つとなった。
1979年の第16回国際度量衡総会 (CGPM) により、カンデラの定義は以下のように定められた。
高い温度でのプランク放射によってカンデラを現示するのが難しく、また、光の放射エネルギーを測定する技術が進んで黒体を用いずに光度の標準が実現できるようになったことから、1979年の第16回CGPMにおいて現在の定義が採択された。1/683という中途半端な数値は、古い定義に値を正確に合わせたためである。現行の定義では、カンデラの定義は秒（SI基本単位）とワット（SI組立単位）に依存しているが、カンデラはSI基本単位のままである。
2019年5月20日に発効したSI基本単位の再定義の一環として、カンデラの定義についても表現が変更された（第26回国際度量衡総会の決定）。これは表現を変更しただけで、定義自体は変わっていない。なお日本の計量法における定義は改正されていない。

## 符号位置
| 記号 | Unicode | JIS X 0213 | 文字参照          | 名称     |
| ---- | ------- | ---------- | ----------------- | -------- |
| ㏅   | U+33C5  | -          | &#x33C5; &#13253; | カンデラ |

Unicodeには、カンデラを表す上記の文字が収録されている。これはCJK互換用文字であり、既存の文字コードに対する後方互換性のために収録されているものであるので、使用は推奨されない。